# Abstoß

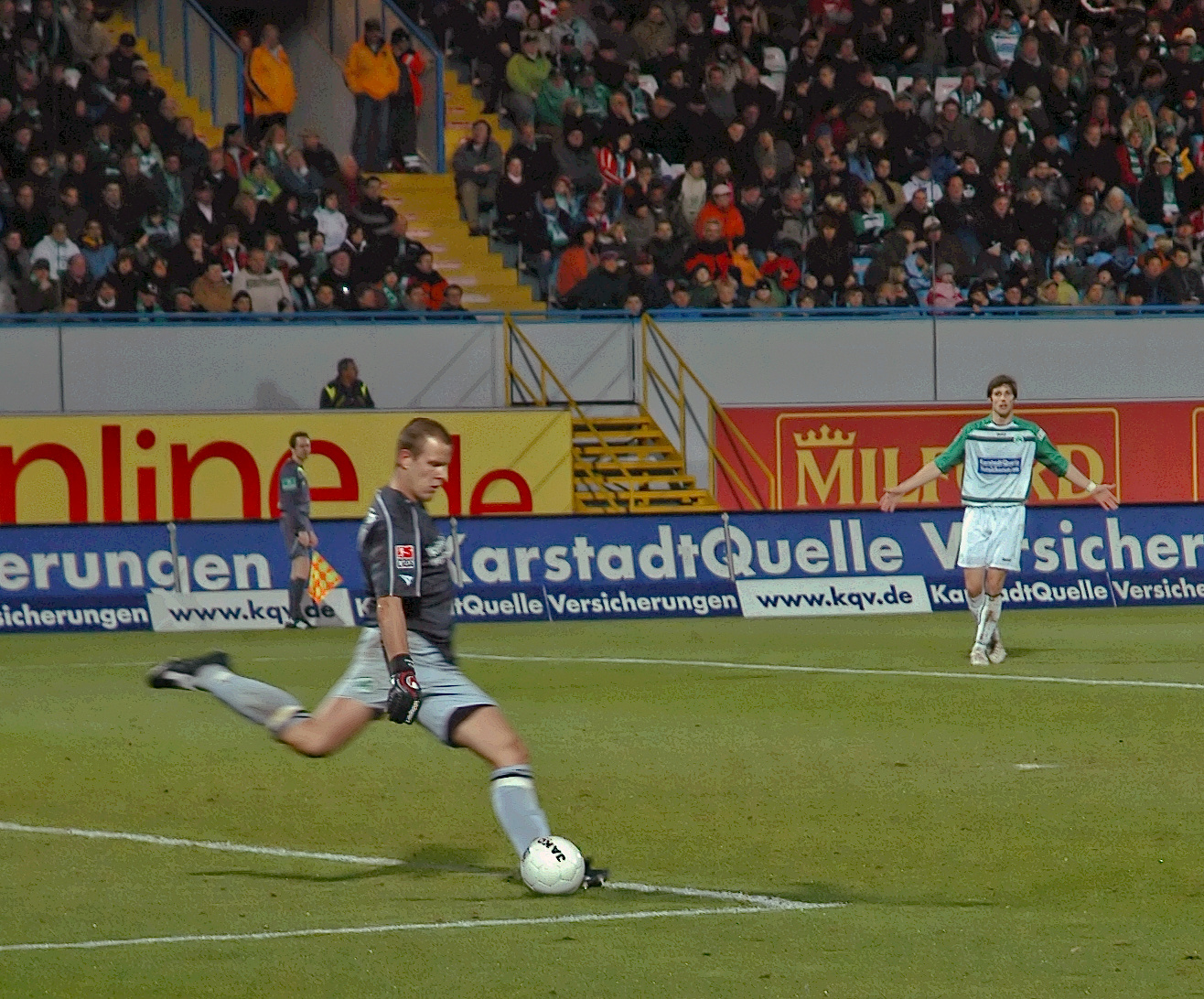
Sascha Kirschstein beim Abstoß

Abstoß ist eine Spielfortsetzung im Fußball. Er darf nicht mit dem Abschlag verwechselt werden und ist auszuführen, wenn der Ball zuletzt von einem Spieler der angreifenden Mannschaft berührt wird und vollständig die Torlinie überschreitet, ohne dass dabei ein Tor erzielt wird. Der Abstoß wird hierbei von einem Spieler der verteidigenden Mannschaft, üblicherweise dem Torwart, ausgeführt. Der Ball muss hierzu an einem beliebigen Punkt des Torraums ruhen und ist „im Spiel“, sobald er sich bewegt. Aus einem Abstoß kann direkt ein Tor erzielt werden, sofern der Ball ins gegnerische Tor geht. Eigentore nach Abstoß sind hingegen nicht möglich: Wenn der Ball direkt in das Tor des ausführenden Spielers geht, erhält das gegnerische Team einen Eckstoß.

## Regelungen
- Der ausführende Spieler darf den Ball nicht ein zweites Mal berühren, bevor ihn nicht ein anderer Spieler berührt hat.
- Der Abstoß ist immer, auch wenn der Torwart ihn ausführt, mit dem Fuß auszuführen.
- Der Abstoß wird von einem beliebigen Ort im Torraum ausgeführt, dieser soll aber möglichst nah an dem Ort liegen, an dem der Ball das Spielfeld verlassen hat, um die Spielunterbrechung möglichst kurz zu halten.
- Die Spieler der angreifenden Mannschaft müssen sich zum Zeitpunkt des Abstoßes außerhalb des Strafraums der verteidigenden Mannschaft befinden.
- Der Ball ist im Spiel, sobald er sich bewegt hat.
- Wird der Ball beim Abstoß ins eigene Tor gespielt, so ist auf Eckstoß zu entscheiden.
- Beim Abstoß gibt es kein Abseits.

Es ist der ausführenden Mannschaft erlaubt, den Abstoß im Sinne einer schnellen Spielfortsetzung auch dann schon auszuführen, wenn noch nicht alle gegnerischen Spieler den Strafraum verlassen haben.
Läuft ein Gegenspieler bei der Ausführung eines Abstoßes in den Strafraum, bevor der Ball „im Spiel“ ist und wird von einem Verteidiger gefoult, wird der Abstoß trotzdem wiederholt und der Verteidiger je nach Schwere des Vergehens verwarnt oder des Feldes verwiesen.
Der Schiedsrichter braucht einen Abstoß nicht zwingend durchführen zu lassen, wenn die Spielzeit einer Halbzeit abgelaufen ist. Er kann das Spiel mit dem Halbzeit- oder Schlusspfiff bereits vorher beenden.
Besonderheit: Gibt es auf einem Kleinfeld keinen explizit eingezeichneten Torraum, ist in den Durchführungsbestimmungen meist festgelegt, dass der Strafraum den Torraum ersetzt.

## Strafen für Regelverstöße
Ausführung durch einen Feldspieler:
Wenn ein Spieler beim Abstoß den Ball ein zweites Mal berührt oder spielt (außer mit der Hand), bevor er von einem anderen Spieler berührt oder gespielt wurde, wird der gegnerischen Mannschaft ein indirekter Freistoß an der Stelle zugesprochen, an der sich das Vergehen ereignete.
Berührt er ihn, in oben geschilderter Situation, mit der Hand, so wird ein direkter Freistoß bzw. Strafstoß (für dieses Vergehen im Strafraum) für die gegnerische Mannschaft verhängt.
Ausführung durch den Torwart:
Wenn der Torwart den Ball, nachdem er ihn ins Spiel gebracht hat, erneut berührt oder spielt (außer mit der Hand), bevor ihn ein anderer Spieler berührt hat, wird der gegnerischen Mannschaft ebenfalls ein indirekter Freistoß an der Stelle zugesprochen, an der sich das Vergehen ereignete.
Berührt er ihn allerdings, in oben geschilderter Situation, mit der Hand, so wird der gegnerischen Mannschaft ein direkter Freistoß bzw. indirekter Freistoß (für dieses Vergehen im Strafraum) zugesprochen.
Bei jedem anderen Verstoß gegen diese Regel wird der Abstoß wiederholt.

## Technik
Häufig wird der Ball beim Abstoß über längere Entfernungen in die Hälfte des Gegners geschlagen. Dabei läuft der abstoßende Spieler meist mit leicht schrägem Anlauf zum Ball. Bei weiten Abstößen sollte der Oberkörper leicht schräg hinter dem Ball sein, das Fußgelenk gestreckt und fest. Der Ball sollte mit dem Spann etwas unter dem Zentrum des Balles getroffen werden.